# Grandaddy
Grandaddy är ett amerikanskt rockband från Modesto, Kalifornien, en stad belägen ungefär femton mil från San Francisco. Bandet bildades 1992, av Jason Lytle, Kevin Garcia och Aaron Burtch. De spelar ljudstark lo-fi-rock. De brukar jämföras med sina landsmän i Flaming Lips.

## Medlemmar
Nuvarande medlemmar
- Jason Lytle – sång, gitarr (1992–2006, 2012–)
- Jim Fairchild – gitarr (1995–2006, 2012–)
- Tim Dryden – keyboard (1995–2006, 2012–)
- Aaron Burtch – trummor (1992–2006, 2012–)

Tidigare medlemmar
- Kevin Garcia – basgitarr (1992–2006, 2012–2017; död 2017)

## Diskografi
Studioalbum
- Under the Western Freeway (1997)
- The Sophtware Slump (2000)
- Sumday (2003)
- Just like the Fambly Cat (2006)

EP
- A Pretty Mess by This One Band (1996)
- Happy Happy X-Mas from Jason (1996)
- Machines Are Not She (1998)
- Signal to Snow Ratio (1999)
- Through a Frosty Plate Glass (2001)
- Excerpts From the Diary of Todd Zilla (2005) (med låten "Florida")

Samlingsalbum
- The Broken Down Comforter Collection (1999)
- The Windfall Varietal (2000)
- Concrete Dunes (2002)
- Granddaddy (2011)